# Kalsoyarfjørður
Kalsoyarfjørður är ett sund i Färöarna (Kungariket Danmark).   Det ligger i sýslan Eysturoya sýsla, i den norra delen av landet, 30 km norr om huvudstaden Tórshavn.